# Neoathyreus reichei
Neoathyreus reichei es una especie de coleóptero de la familia Geotrupidae.

## Distribución geográfica
Habita en Venezuela y Colombia.